# Мајско саветовање ЦК КПЈ
Мајско саветовање Централног комитета Комунистичке партије Југославије одржано је 4. маја 1941. године у Загребу, с циљем да се КП Југославије организационо прилагоди новим условима и да се утврде задаци КПЈ у условима фашистичке окупације. Саветовању су присуствовали сви из националних и покрајинских руководстава КПЈ, осим из Македоније.

## Рад Саветовања
Након што је секретар КПЈ, Јосип Броз Тито, анализовао Априлски рат и окупацију Југославије, указано је на издајничку улогу буржоазије и сарадњу с окупатором. У анализи минулих догађаја, биле су потврђене оцене Пете земаљске конференције КПЈ о дубокој друштвено-политичкој кризи система Краљевине Југославије, која је и довела до њезиног слома у Априлском рату. Била је потврђена исправност политичке платформе КПЈ, усвојене на тој конференцији, која је усмеравала комунисте у борбу за дубоке преображаје и за одбрану независности земље. Оценом ситуације, потврђено је да ће борба против окупатора уједно да буде и борба за национално и социјално ослобођење.
Водећи актив КПЈ на Мајском саветовању полазио је од уверења да ће Совјетски Савез играти пресудну улогу у расплету кризе настале империјалистичким ратом, те да предстоји претварање империјалистичког у револуционарни рат, односно у ланац пролетерских револуција. Уграђујући своју концепцију народноослободилачке борбе у оквире таквих претпоставки о путовима расплета светске кризе настале империјалистичким ратом, Саветовање је посебно нагласило револуционарне садржаје те борбе, укључуијући рушење империјализма и остваривање задатака социјалистичке револуције.
На саветовању су договорени следећи задаци КПЈ:
- окупљање маса на најширој основи у борби против окупатора и његових домаћих помагача
- борба против распиривања националне мржње и братоубилачког рата
- учвршћење и проширење партијске организације и њено јачање утицаја на народ, на антифашистичко расположење и чување јединства југословенских народа

У закључцима се посебно нагласило да КПЈ не признаје комадање Југославије и да стога комунисти морају да буду у Југославији покретачи и предводници Народноослободилачке борбе. С обзиром на специфичности у појединим земљама и покрајинама на Саветовању су поближе утврђени задаци организацијама у појединим земљама и покрајинама у вези с припремањем и организовањем борбе против окупатора и домаћих сарадника. Посебно је пред комунистичке партије Словеније и Хрватске постављен задатак да прошире активност и на оне делове својих националних територија које су после 1918. остале у саставу Италије и Аустрије.
На Саветовању су утврђени задаци и у погледу војних припрема. Закључено је да се настави рад на прикупљању оружја, стварању борбених група, војној обуци, организацији обавештајне службе и остало. Одлучено је да се при свим партијским руководствима оснивају војни комитети по узору на Војни комитет при ЦК КПЈ.
Одмах после Мајског саветовања, Тито је прешао из Загреба у Београд, где је ради повољнијих услова за рад Централног комитета КПЈ премештено његово седиште.

## Последице
Централни комитет Комунистичке партије Хрватске је, у духу Мајског саветовања, концем маја одржао проширену седницу на којој је донео закључке о припремама устанка у Хрватској. У духу ставова Саветовања, оснивачке групе словеначког Антиимперијалистичког фронта приступиле су стварању заједничких теренских одбора, који су окупљали антифашисте и све остале родољубиве снаге.
Закључци и ставови Мајског саветовања додатно су потакли руковoдства КПЈ и СКОЈ-а на провођење припрема за борбу против окупатора и домаћих сарадника. При партијским руководствима основани су војни комитети или комисије или именовани војни повереници, који су радили на стварању и обучавању ударних и диверзантских група и десетина, вршили избор војних кадрова, организовали прикупљање оружја и сантиетског материјала.